# Polymera (Polymera) zeylanica
Polymera (Polymera) zeylanica is een tweevleugelige uit de familie steltmuggen (Limoniidae). De soort komt voor in het Oriëntaals gebied.